# Juan Soca
Juan Soca Cordón (Cabra, Córdoba, 31 de marzo de 1890 - ibídem, 8 de diciembre de 1971) fue un poeta y escritor. Escribió en el estilo modernista de la época, pero de forma atenuada. Escribió algunas obras con el seudónimo de "Kanape".

## Biografía
Escribió en un estilo modernista pero con un matiz personal, se mantuvo alejado de temáticas exóticas gratuitas y rebuscadas. Se mantuvo siempre fiel a su pueblo, trabajando de manera excepcional en la Biblioteca Municipal, creada en 1933 y del que fue primer bibliotecario, llegando incluso a recibir un premio del Ministerio de Educación como una de las mejores bibliotecas municipales de España, entregado en 1949. Posteriormente, en 1958, se decidió que la Biblioteca Municipal llevara su nombre.
En 1920 lideró una iniciativa para cambiar el nombre de Cabra por la antigua denominación hispano-visigoda de Egabro, anterior a la conquista musulmana, en la que recogió unas mil firmas. Sin embargo, este proyecto fracasó, a pesar de que hubo nuevos intentos alrededor de 1953 y en 2011.
En sus obras, supo recoger los secretos del mundo que lo rodeó, con influencia modernista influenciada por poetas como Villaespesa, Rubén Darío o Manuel Machado, pero también poetas románticos como Gustavo Adolfo Bécquer. Esta mezcla, que podríamos clasificar como modernismo atenuado, hace que nos parezca más actual, ya que su estilo no está encorsetado en un estilo único sino que se expresa siguiendo una desnudez y transparencia excepcional.
Impulsó en 1931 la sociedad Amigos de Juan Valera, ya que era gran admirador y discípulo de este, asociación que en aquella época era el motor cultural de la ciudad con la organización de conferencias, recitales, etc. Esta misma sociedad fue la que propuso la creación de los Premios Juan Valera, que actualmente goza de gran prestigio y que tuvo como jurado a Azorín o Menéndez Pidal, cuyo premio recibió Juan Soca en 1972, poco después de su muerte.
Fue nombrado Hijo Predilecto de la Ciudad por el Ayuntamiento de Cabra en 1948 y una plaza del barrio del Cerro lleva su nombre desde 1960.
En 1950 recibió un premio del Ministerio de Educación por su artículo Función social del libro.

## Obras
- Siluetas de Mujeres Egabrenses, primer trabajo en 1913 junto a Pedro Iglesias Caballero.
- La tristeza de amar, publicada en 1916 con influencia de Juan Ramón Jiménez.
- Ideario sentimental, escrito en 1920 como un espejo lírico de la sociedad.
- El alma encendida, publicada en 1924, en el que se libera como poeta de esencia andaluza y cordobesa.
- La tragedia del héroe, publicada en 1925 en Sevilla, con prólogo de Rafael Laffón.
- Liras del corazón, publicada en 1929, contrastando con los -ismos de la época.
- Mulato, publicado en 1929, es un libro de cuentos.
- Cuentos humanos, publicado en 1935, prosa.
- ¡Quiero vivir!, publicada en 1942, obra de teatro representada en el Teatro de Montilla.
- Ni ella ni tú, publicada en 1943, obra de teatro representada en el Teatro de Cabra.
- No se enamore usted, publicada en 1944, obra de teatro representada en el homenaje a Pedro Iglesias Caballero.
- Nuestra verdad, obra teatro publicada en 1945.
- Doctor cordial, publicado en 1950, novela lírica de ambiente costumbrista.
- Cancionero de Anzur: versos de sinceridad, antología publicada en 1957.
- Perfiles egabrenses, publicada en 1961, posiblemente su obra más conocida donde expone con sencillez la vida de la ciudad de Cabra.[6]